# 일대일 (2017년 영화)
"일대일"은 2017년에 개봉한 대한민국의 영화이다.

## 캐스팅
- 서한 - 도영 역
- 윤세나 - 한세희 역
- 상우 - 박한결 역
- 백세리 - 혜정 역
- 강한나 - 매력녀 역